# Pongauer Heimatmuseum
Das Pongauer Heimatmuseum befindet sich im Schloss Goldegg der Salzburger Gemeinde Goldegg im Pongau.

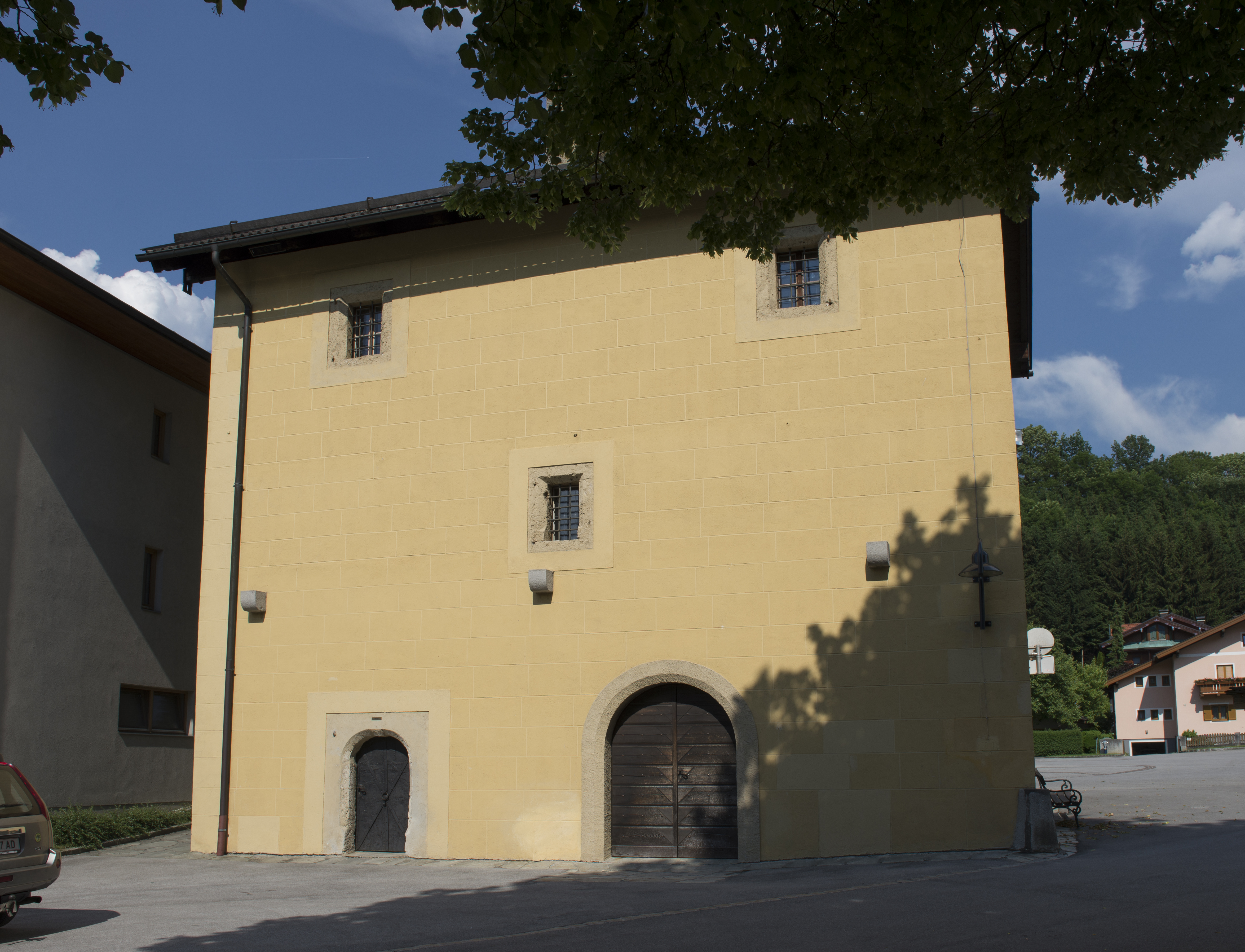
Zehentturm (Getreidespeicher) der Pfarrei Pfarrwerfen

## Geschichte
Anfangs wurde das Museum 1965 von der Salzburger Heimatforscherin und Schriftstellerin Nora Watteck, geb. Borri, im leerstehenden Zehentturm von Pfarrwerfen gegründet. Ziel war es, das im Pongau verwendete Werkzeug, Arbeitsgerät und den dort verwendeten Hausrat zu sammeln. 1975 zog das Museum unter Protest des Pfarrwerfener Bürgermeisters in das renovierte Schloss Goldegg um. 1976 erlitt das Museum durch Diebe einen großen Verlust an Beständen, 12 große Bilder aus dem 17. Jahrhundert, verschiedene Pongauer Votivbilder aus dem 18. Jahrhundert sowie alte Zinngegenstände, geschnitzte Krippenfiguren und anderes gingen verloren.

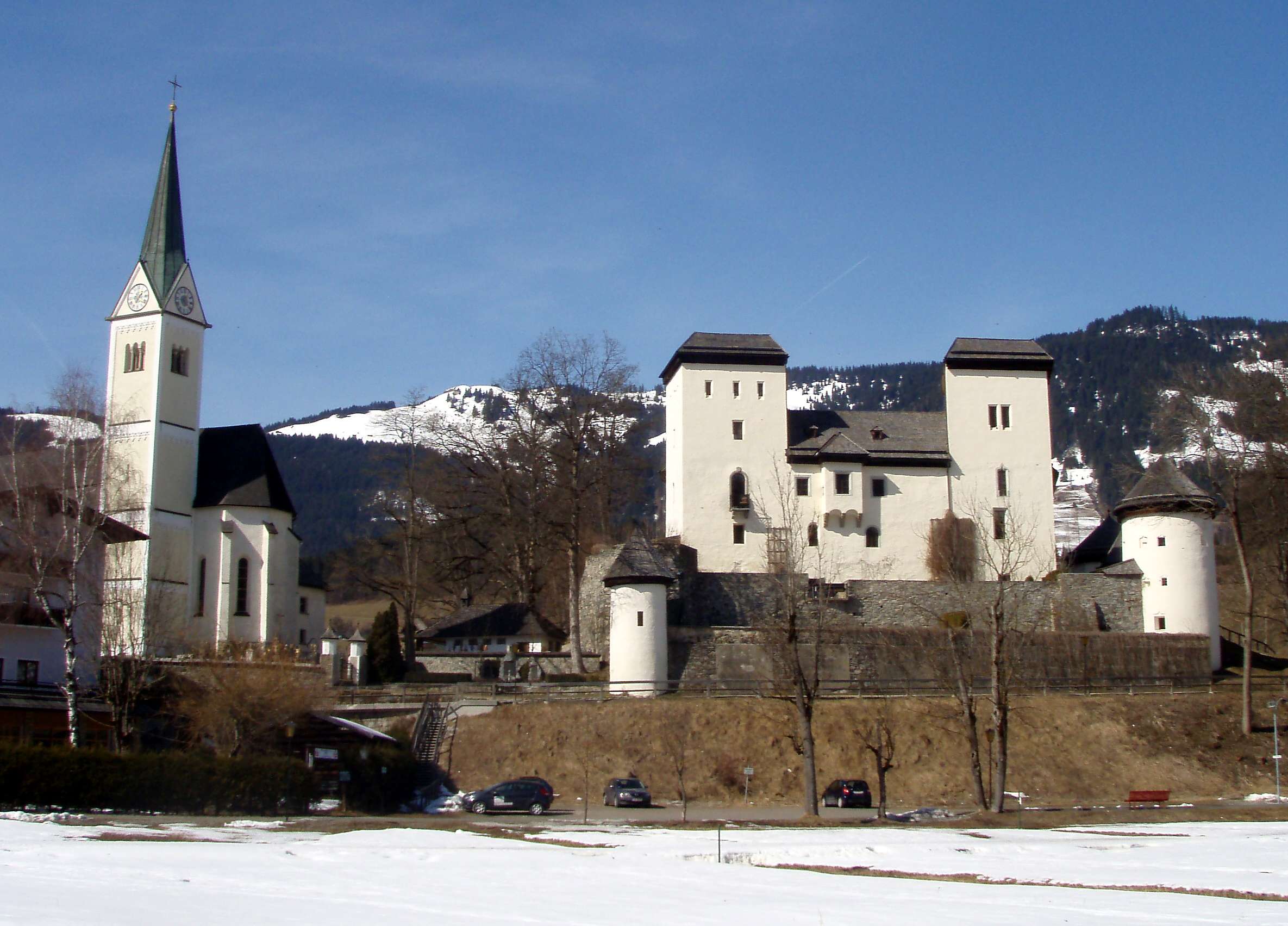
Schloss Goldegg mit der Pfarrkirche hl. Georg (2019)

## Museumskonzept
In dem Museum sollen die früheren bäuerlichen Lebens- und Wohnformen des Pongaus erlebbar gemacht werden. Dazu dient die von Nora Watteck zusammengetragene Sammlung an alten Möbeln, von Hausrat und Bekleidung, die in einer entsprechenden Wohnumgebung aufgestellt wurden. Auch Pongauer Perchten oder altes Sportgerät aus der Frühzeit des Skifahrens wurden gesammelt. Etliche bäuerliche Gegenstände und alte Häuser sind auf alten Fotografien abgebildet.
Hinzu kommt der aus dem 16. Jahrhundert stammende prunkvolle Rittersaal des Schlosses, der 1536 von Christoph Graf von Schernberg in Auftrag gegeben wurde. Die Decke des Saales besteht aus 107 zumeist quadratischen Feldern, die 137 Wappen enthalten. Die Wappen des Plafonds sind nach der Quaternionentheorie gestaltet, durch welche die ständische Hierarchie des Erzbistums Salzburg veranschaulicht wird. In den Hohlkehlen sind neben den acht Salzburger Suffraganbistümern (Regensburg, Freising, Passau, Brixen, seit 798 dem Salzburger Erzbischof als Metropolit unterstellt, Bistum Gurk seit 1072 von Erzbischof Gebhard gegründet, und die Eigenbistümer Bistum Chiemsee (1216), Bistum Seckau (1218) und Bistum Lavant (1218)) und den zwei infulierten Klöster St. Peter und Admont die 24 Mitglieder des Salzburger Domkapitels sowie 38 Angehörige des Salzburger landständischen Adels dargestellt. Der Wappenschild in der Mitte enthält ein Allianzwappen derer von Schernberg (aus einer goldenen Krone ein wachsendes silbernes Drachenhaupt mit Hals) und von Goldegg (in Rot eine goldene, aufsteigende Spitze).

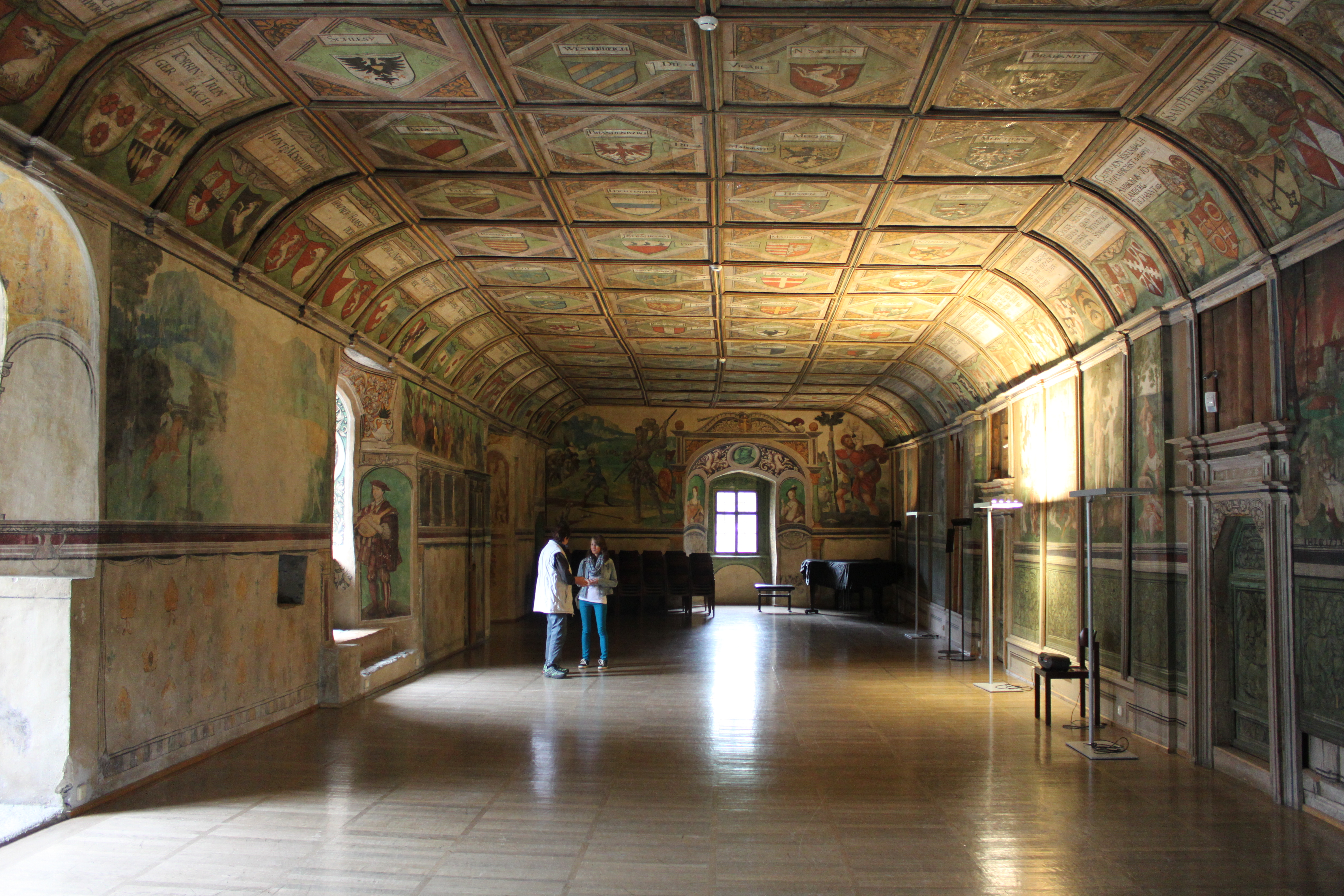
Rittersaal im Schloss Goldegg

Die Wände sind reichhaltig mit Fresken ausgestattet, die u. a. Jagdszenen, biblische Szenen bzw. die Huldigung der Familie Graf von Schernberg an die weltliche Obrigkeit zeigen.
Zudem können die im Originalzustand erhaltenen Wohn- und Schlafgemächer und die mit Holzbohlen ausgestattete Kemenate des Schlosses besichtigt werden.